# Voltage-controlled amplifier
Voltage-controlled amplifier förkortat VCA är en spänningsstyrd förstärkare, som varierar sin förstärkning beroende på en styrspänning (ofta förkortat CV).  
VCA har många applikationer, inklusive ljudnivåkomprimering, synthesizers och amplitudmodulering i radio- och tv-apparater.
Ett grovt exempel är en typisk inverterande op-amp-konfiguration med ett ljusberoende motstånd (LDR) i återkopplingsslingan. Förstärkarens förstärkning beror då på ljuset som faller på LDR, vilket kan tillhandahållas av en LED (en optokopplare). Förstärkarens förstärkning är då styrbar av strömmen genom lysdioden. Detta liknar de kretsar som används i optiska ljudkompressorer.
En spänningsstyrd förstärkare kan realiseras genom att först skapa ett spänningsstyrt motstånd (VCR), som används för att ställa in förstärkarens förstärkning. Videobandspelaren är ett av de många intressanta kretselement som kan produceras genom att använda en JFET (junction field-effect transistor) med enkel förspänning. Videobandspelare tillverkade på detta sätt kan erhållas som diskreta enheter, till exempel VCR2N. 
En annan typ av krets använder operationstranskonduktansförstärkare.
I ljudapplikationer används logaritmisk förstärkningskontroll för att efterlikna hur örat hör ljud. David E. Blackmers dbx 202 VCA, baserad på Blackmer gain cell, var bland de första framgångsrika implementeringarna av en logaritmisk VCA.
Analoga multiplikatorer är en typ av VCA utformade för att ha exakta linjära egenskaper, de två ingångarna är identiska och fungerar ofta i alla fyra spänningskvadranterna, till skillnad från de flesta andra VCA:er.

## I ljudmixerkonsoler
Vissa mixerbord är utrustade med VCA i varje kanal för automatisering av konsolen. En fader, som traditionellt styr ljudsignalen direkt, blir en DC-styrspänning för VCA. Den maximala spänningen som är tillgänglig för en fader kan styras av en eller flera masterfaders som kallas VCA-grupper. VCA-masterfadern styr sedan den övergripande nivån för alla kanaler som tilldelats den. Vanligtvis används VCA-grupper för att kontrollera olika delar av blandningen; sång, gitarrer, trummor eller slagverk. VCA-masterfadern låter en del av en mix höjas eller sänkas utan att påverka blandningen av instrumenten i den delen av mixen.
En fördel med VCA-undergrupp är att eftersom den direkt påverkar förstärkningsnivån för varje kanal, påverkar ändringar av en VCA-undergruppsnivå inte bara kanalnivån utan även alla nivåer som skickas till eventuella post-fader-mixar. Med traditionella ljudundergrupper påverkar undergruppens masterfader bara nivån som går in i huvudmixen och påverkar inte nivån som går in i postfadermixarna. Tänk på fallet med ett instrument som matar en undergrupp och en post-fader-mix. Om man sänker undergruppens masterfader helt, skulle man inte längre höra själva instrumentet, men man skulle fortfarande höra det som en del av post-fader-mixen, kanske en reverb- eller refrängeffekt.
VCA-blandare är kända för att hålla längre än icke-VCA-blandare. Eftersom VCA kontrollerar ljudnivån istället för den fysiska fadern, orsakar inte försämring av fadermekanismen en försämring av ljudkvaliteten över tiden.
VCAs uppfanns av David E. Blackmer, grundaren av dbx, som använde dem för att tillverka kompressorer för dynamiskt omfång. Den första konsolen som använde VCA var Allison Research datorautomatiserade inspelningssystem designat av Paul C. Buff 1973. En annan tidig VCA-funktion på en ljudmixer var serien MCI JH500 studioinspelningsbord som introducerades 1975. Den första VCA-mixern för liveljud var PM3000, som introducerades av Yamaha 1985.

## Digital förstärkare med variabel förstärkning
En digitalt styrd förstärkare (DCA) är en förstärkare med variabel förstärkning som är digitalt styrd.
Den digitalt styrda förstärkaren använder en stegvis metod som ger kretsen graderade ökningar av förstärkningsval. Detta kan göras på flera sätt, men vissa element finns kvar i varje konstruktion.
I sin mest grundläggande form kan en vippomkopplare spänd över återkopplingsmotståndet ge två diskreta förstärkningsinställningar. Även om detta inte är en datorstyrd funktion, beskriver den kärnfunktionen. Med åtta omkopplare och åtta motstånd i återkopplingsslingan kan varje omkopplare göra det möjligt för ett speciellt motstånd att styra förstärkarens återkoppling. Om varje omkopplare konverterades till ett relä, kunde en mikrokontroller användas för att aktivera reläerna till att uppnå önskad mängd förstärkning.
Reläer kan ersättas med fälteffekttransistorer av lämplig typ för att minska konstruktionens mekaniska karaktär. Andra enheter som CD4053 dubbelriktad CMOS analog multiplexor integrerad krets och digitala potentiometrar (kombinerad motståndssträng och MUX) kan fungera bra som omkopplingsfunktionen.
För att minimera antalet omkopplare och motstånd kan kombinationer av resistansvärden användas genom att aktivera flera omkopplare.